# Pomník Bartolomeo Colleoniho ve Štětíně
Pomník Bartolomeo Colleoniho ve Štětíně je jezdecká socha slavného kondotiéra ve Štětíně, kopie renesančního pomníku Bartolomeo Colleoniho (odhaleného 21. března 1496 v Benátkách na náměstí svatých Jana a Pavla).

## Historie
Kopie pomníku byla vyrobena v roce 1909 v Geislingenu pro městské muzeum ve Štětíně založené v roce 1913. Socha byla nejdůležitějším prvkem ve sbírce kopií nejslavnějších starověkých a renesančních děl. 
Socha přežila druhou světovou válku neporušená. 15. ledna 1948 byla převezena do Varšavy. Původně byla součástí sbírky Národního muzea ve Varšavě, poté byla několik let uložena ve skladu Muzea polské armády. Na jaře roku 1950 byla umístěna na nádvoří Akademie výtvarných umění.
Na začátku roku 1992 přijal Štětín kroky k vrácení pomníku městu. Po letech úsilí, na konci roku 2001 Varšava souhlasila s jeho vrácením. 21. srpna 2002 byla na náměstí Lotników ve Štětíně umístěna socha Colleoniho. Dne 31. srpna byl pomník oficiálně odhalen primátorem Štětína Edmundem Runowiczem a potomkem kondotéra, právníkem Guardem Colleonim. V květnu a červnu 2009 prošel pomník rekonstrukcí.